# Lepanthes paivaeana
Lepanthes paivaeana är en orkidéart som beskrevs av Heinrich Gustav Reichenbach. Lepanthes paivaeana ingår i släktet Lepanthes och familjen orkidéer.
Artens utbredningsområde är Bolivia. Inga underarter finns listade i Catalogue of Life.